# سري رام سينا
شري رام سينا ( 
 أو شري رام سينا ، هي جماعة هندوتفا يمينية أسسها ويرأسها برامود موثاليك . وقد حظيت باهتمام إعلامي بسبب أعمالها في مجال الشرطة الأخلاقية ، بما في ذلك هجوم الحانة في مانغلور عام 2009 .